# Geografia do Equador
O Equador é um dos menores países da América do Sul e, assim como o Chile, não faz fronteira com o Brasil. A paisagem é dominada pelos Andes, que atravessam o centro do país no sentido norte-sul, com altitudes que chegam aos 6267m no Chimborazo (praticamente no centro do país). A Leste dos Andes, cerca de 1/4 do território está integrado na bacia amazônica, e a oeste estende-se uma das mais extensas planícies costeiras da costa sul-americana do Pacífico.
A capital, Quito, localiza-se nos Andes e não é a maior cidade do país. Esse título cabe a Guayaquil, um porto de mar no golfo de Guayaquil, no sudoeste.
O clima varia com a altitude, sendo tropical no litoral e na Amazónia e tornando-se cada vez mais frio à medida que a altitude aumenta, nos Andes.
O Equador também possui, além, o arquipélago das Galápagos (Ilhas Galápagos) situado a uns 1000 km ao oeste do continente. 
No Equador distinguem-se fundamentalmente quatro zonas:
- A Costa: Faz parte do "Chocó biogeográfico". Localiza-se a Oeste do país, é uma zona plana e fértil de escassa altitude. Nesta zona encontra-se a maior cidade do Equador: Guayaquil

- A Serra: Correspondente a parte equatoriana dos Andes, divide de norte a sul o país em duas partes. De grande altitude, com alguns picos com mais de 6000 metros, possui também vários vulcões ainda ativos como o Tungurahua cuja última erupção teve lugar em 1999. Sobre a cordilheira andina assentam algumas das mais importantes cidades equatorianas: sua capital Quito, Cuenca, Riobamba, etc.

- O Oriente: Ao Leste do Equador encontra-se uma parte da Floresta Amazônica. De clima húmido e quente.

- Ilhas Galápagos.

## Geologia e relevo

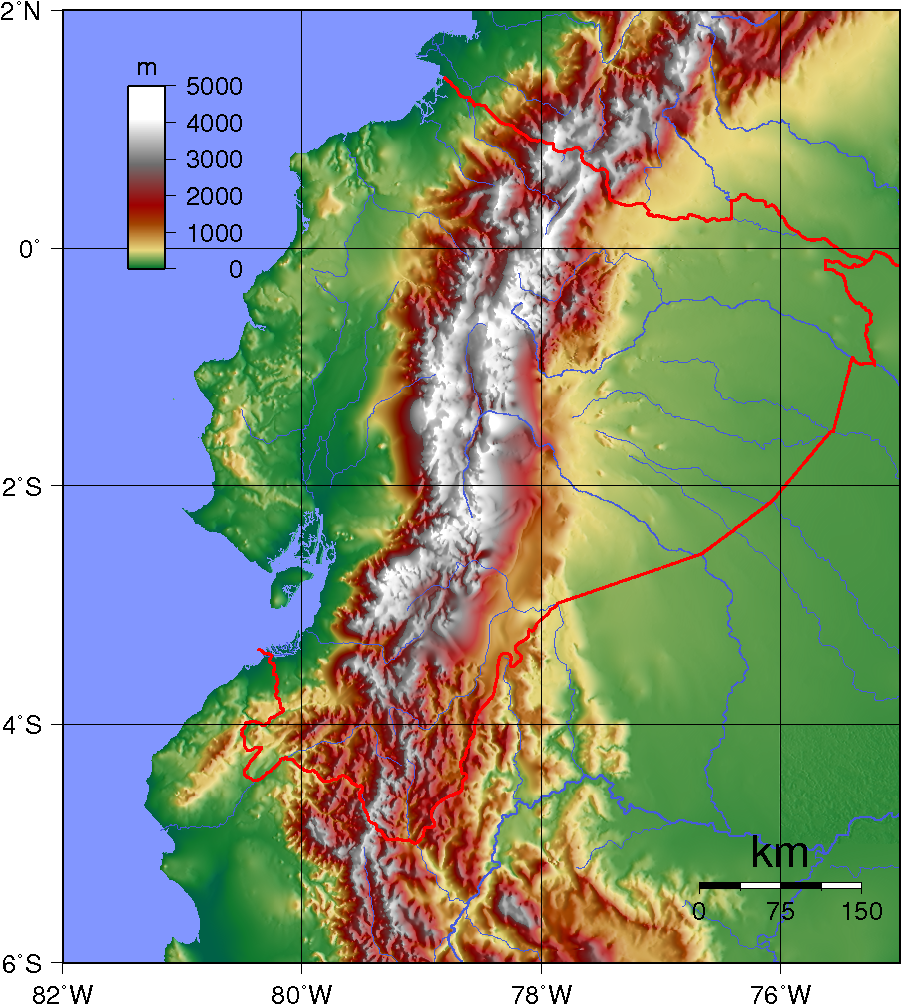
Mapa físico do Equador.

O território equatoriano é recortado  por duas cadeias paralelas pertencentes à cordilheira dos Andes, Oriental e Ocidental, que dividem o país em três regiões principais: o litoral, a região andina e o interior, este coberto de florestas tropicais. Do ponto de vista geológico, o território pode ser dividido em quatro elementos: zona costeira, constituída por sedimentos cretáceos e cenozoicos marinhos e continentais; a cordilheira Ocidental, formada por rochas metamórficas pré-cretáceas e e vulcânicas cretáceas; cordilheira Oriental ou Real, de cuja constituição participam rochas metamórficas e ígneas antigas, sedimentos paleozoicos e rochas ígneas cretáceas; e a planície Amazônica, formada por rochas ígneas e sedimentos cretáceos e cenozoicos.
A planície litorânea, situada entre o oceano Pacífico e o sopé dos Andes, ocupa cerca da quinta parte do território. Sua largura máxima é de aproximadamente 150 km, ao norte de Guayaquil. Entre as cordilheiras estende-se uma série de vales altos, como os de Quito, Tulcán e Cuenca, situados a mais de 2500m de altitude. Os Andes equatorianos constituem uma das áreas de maior atividade vulcânica do mundo. Entre o monte Sangay (5230m), na cordilheira Oriental, e a fronteira norte do país, existem cerca de vinte vulcões ativos, entre os quais o Cotopaxi, com 5897m, o mais alto vulcão do mundo em atividade. O ponto mais alto do país é o monte Chimborazo (6267m), na cordilheira Ocidental. Os cumes mais elevados encontram-se cobertos por neves eternas.

## Clima

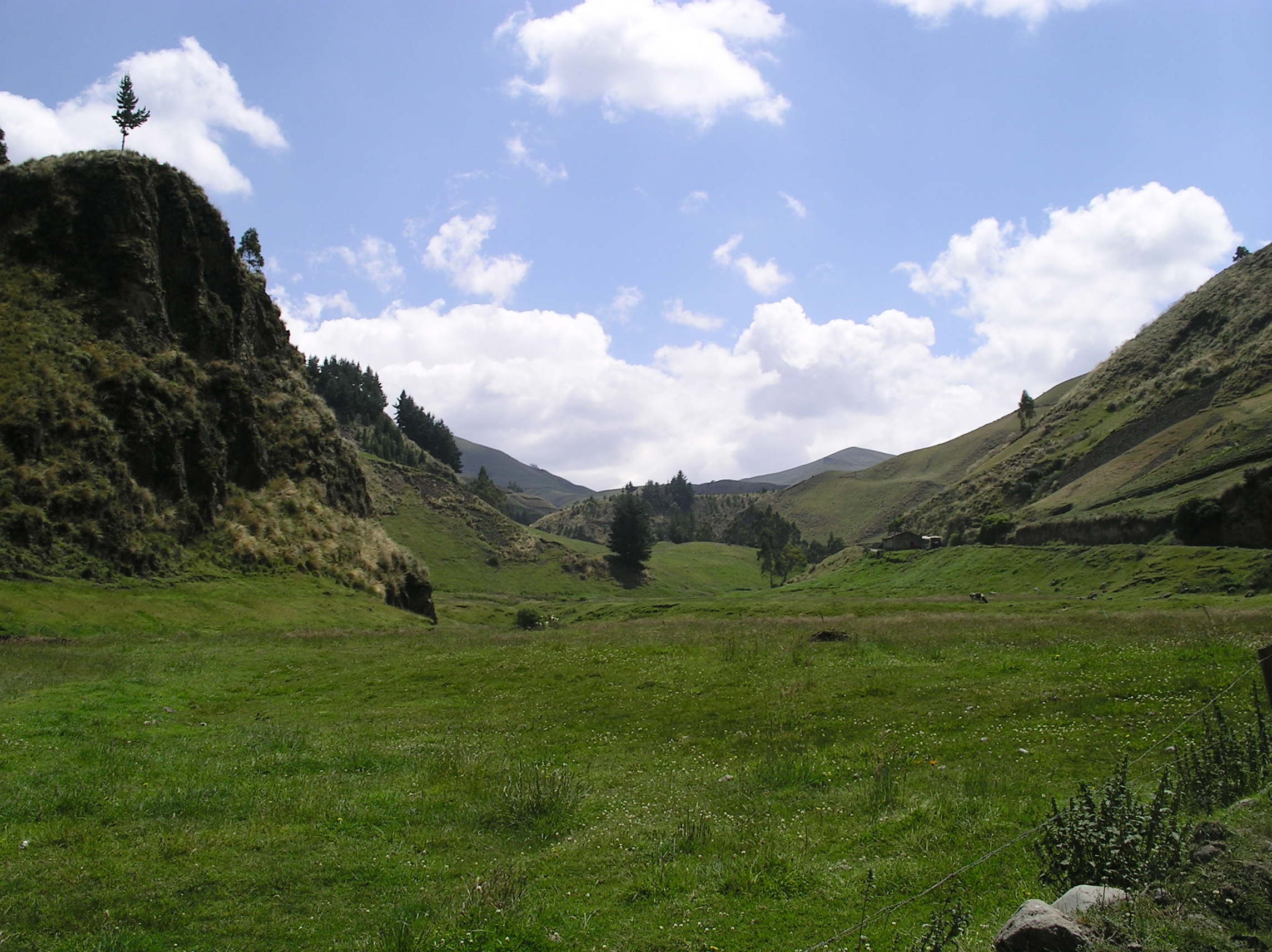
Campos de páramos próximos a Ambato, Equador.

O clima apresenta grandes contrastes, em virtude do relevo acidentado. Do nível do mar até cerca de mil metros de altitude estende a chamada tierra caliente com temperaturas que variam entre os 24°C e os 26°C. Entre mil e dois mil metros situa-se a tierra templada, onde as temperaturas oscilam de 19°C a 24°C. Dos dois aos três mil metros encontra-se a tierra fria, cujas temperaturas vão de 12°C a 18°C. Acima dessas altitudes ficam os páramos planaltos gelados, com temperatura média inferior a 12°C. A região litorânea é úmida e quente no norte e seca no sul. Na faixa amazônica, o clima é equatorial.

## Hidrografia

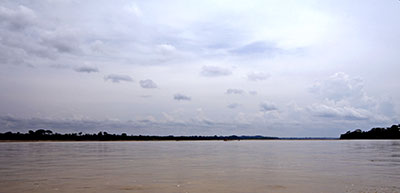
Paisagem do Rio Napo.

O Equador é banhado por dois grandes sistemas hidrográficos: em primeiro lugar, o dos rios que nascem na cordilheira Ocidental ou em suas encostas, banham as planícies da costa e desaguam no Pacífico, como o Mataje, Santiago, Esmeraldas, Chone, Daule, Guayas, Naranjal, Jubones e Santa Rosa; e, em segundo lugar, o dos rios que nascem na cordilheira Oriental, banham a região do Oriente e formam os grandes afluentes amazônicos dessa região, como o Aguarico, Coca, Napo, Curaray e Pastaza, na maioria navegáveis.

## Vegetação

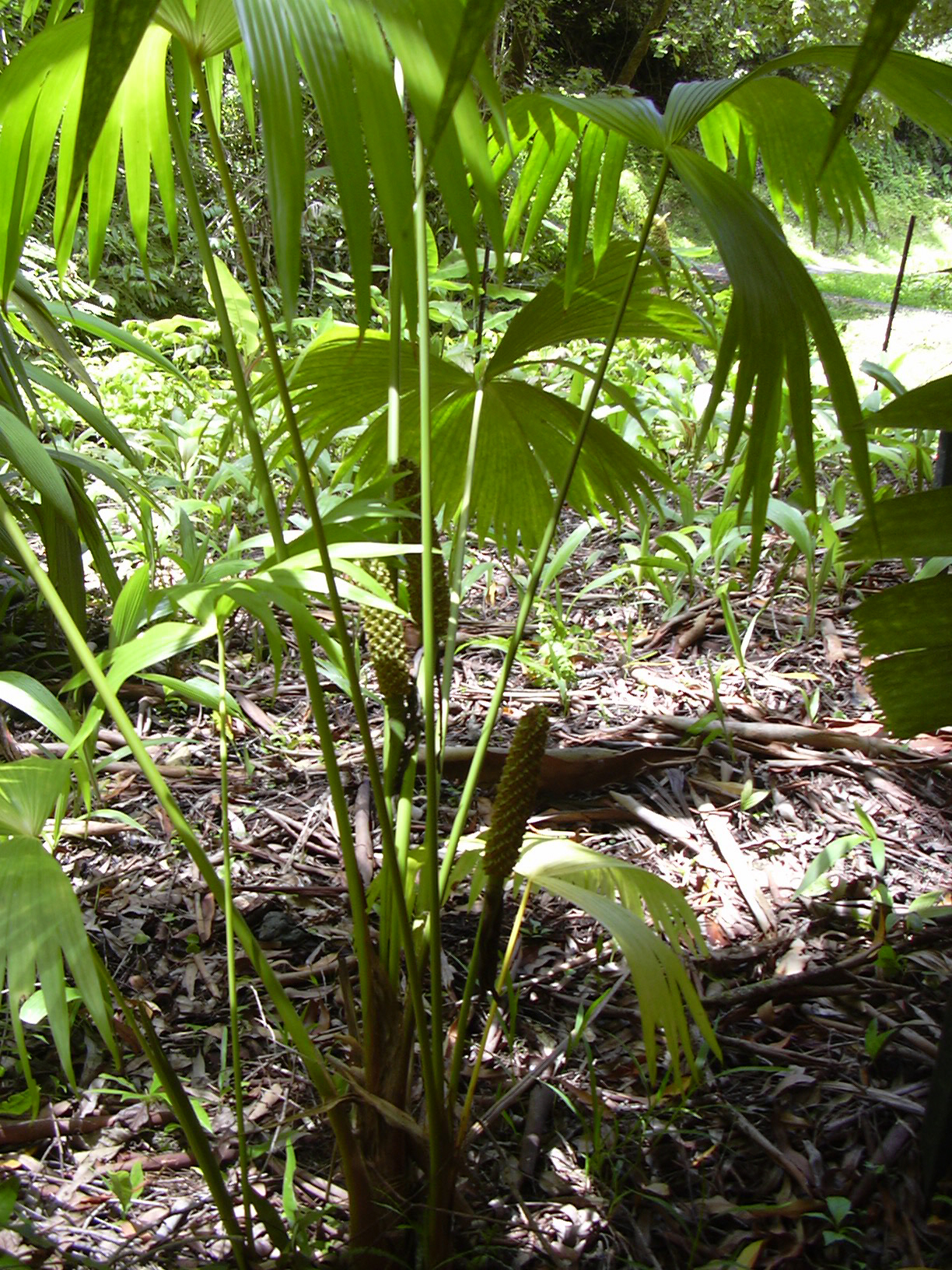
Carludovica palmata.

As planícies do Oriente e do Guayas e a costa norte são cobertas de floresta tropical rica em árvores de grande porte, epífitas e lianas. Ao longo da costa do Pacífico, a partir do Esmeraldas, a floresta desaparece, dando lugar a uma vegetação arbustiva decídua e onde ocorrem palmeiras como a jarina (Phytelephas macrocarpas), cujo coco é usada na fabrico de botões, e a planta Carludovica palmata, que produz a fibra dos chamados chapéus tipo Panamá. As montanhas — até a altitude de 1 500m — são cobertas de espessa floresta. Acima desse limite até o máximo de 3 000m, predomina a ceja de la montaña, vegetação compacta coberta de musgo. Daí até as regiões das neves eternas estendem-se os prados.

## Fauna

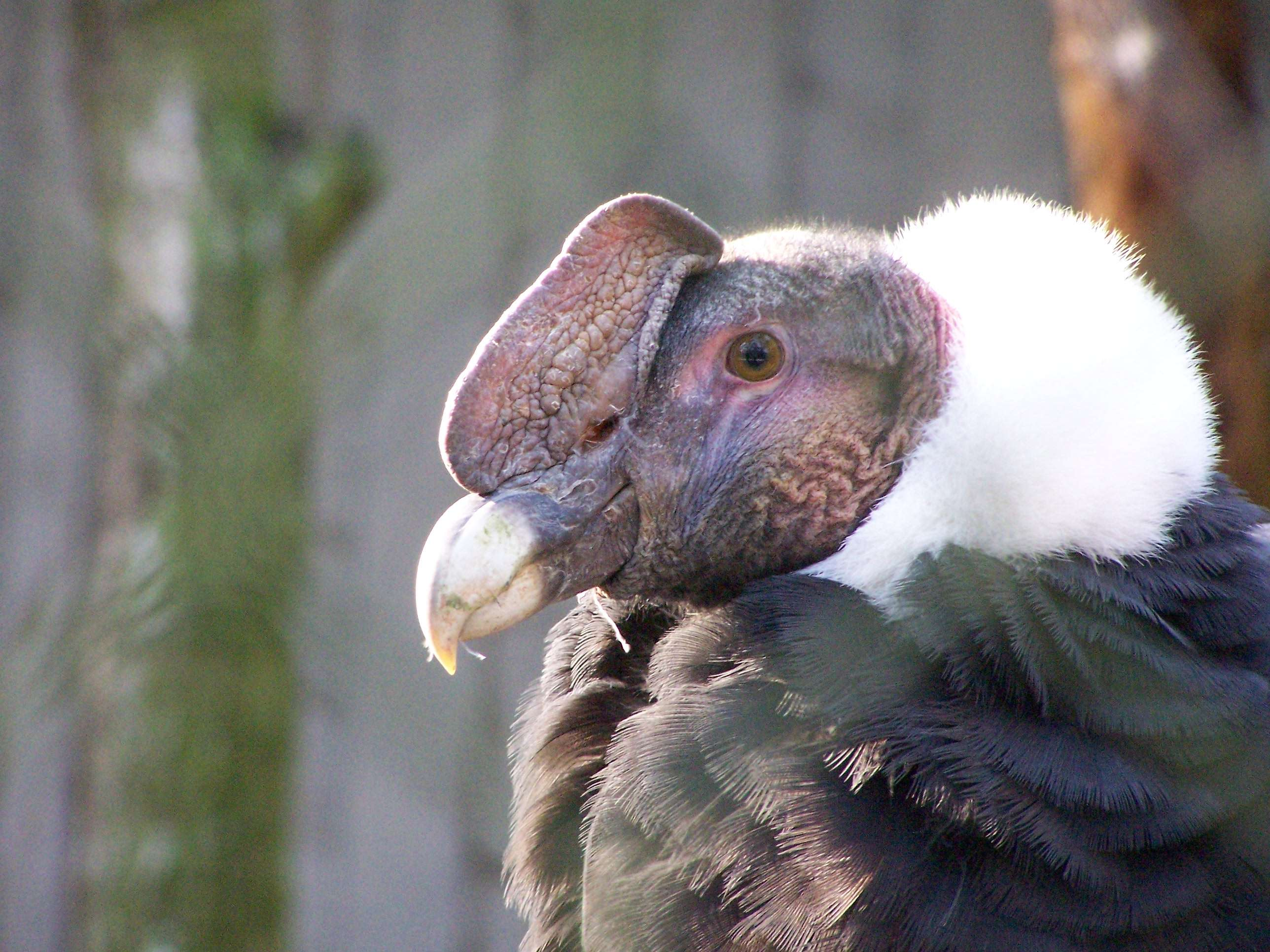
O condor-dos-andes é a ave-símbolo do Equador.

Nas florestas tropicais existe grande variedade de macacos e animais carnívoros como o jaguar, puma, ocelote, raposa, lontra, quati, jupará. Há ainda antas, cervídeos, caititus, grande número de morcegos e roedores. A fauna ornitológica é igualmente rica, com cerca de 1500 espécies. Os peixes e reptéis são numerosos e no litoral ocorrem duas espécies de grandes tartarugas. Há grande quantidade de insetos, com destaque para espécie de escaravelho gigante que pode atingir até 12 cm de comprimento. Nas regiões andinas existe o lhama, é o animal típico. Na extraordinária fauna das ilhas Galápagos figuram verdadeiros fósseis vivos. No século XIX, o cientista Charles Darwin realizou ali os estudos que o conduziram a suas célebres teorias sobre a evolução das espécies. Em sua visita ao arquipélago, esse cientista britânico descobriu como surgiram os animais e as plantas, do mesmo modo que os países surgiram da hegemonia política ao longo da história da humanidade.

## Vulcões e montanhas do Equador
| Montaña          | Altura (m snm) |
| Chimborazo       | 6.310          |
| Cotopaxi         | 5.897          |
| Cayambe          | 5.790          |
| Antisana         | 5.757          |
| Altar            | 5.320          |
| Illiniza         | 5.248          |
| Tungurahua       | 5.023          |
| Cotacachi        | 4.944          |
| Guagua Pichincha | -              |

## Parques Nacionais do Equador
- Parque Binacional El Cóndor
- Parque Nacional Cajas
- Parque Nacional Cotopaxi-El Boliche
- Parque Nacional Cuyabeno
- Parque Nacional Galápagos
- Parque Nacional Ilinizas
- Parque Nacional Llanganates
- Parque Nacional Machalilla
- Parque Nacional Sangay
- Parque Nacional Sumaco-Napo-Galeras
- Parque Nacional Podocarpus
- Parque Nacional Yasuní